# Foobar
Os termos Foo, fubar, ou foo, bar, baz e qux (alternativamente quux) são termos genéricos amplamente usados para se referir a qualquer entidade na informática cujo nome se ignora ou não se quer expressar. Por si mesma a palavra foobar não tem um significado preciso, somente é uma representação lógica no mesmo sentido em que as letras x e y são usadas em álgebra para representar um número desconhecido.
A palavra foobar aparece no idioma inglês como um neologismo dada a sua popularidade em descrever conceitos nas ciências informáticas e muitas pessoas a consideram um exemplo canônico de uma variável metassintática. São amplamente usadas na literatura informática anglo-saxã, geralmente nos exemplos de programação e pseudocódigo.
A origem da palavra foo não está muito clara porque tem antecedentes muito complicados, sintaticamente poderia ser uma abreviação de File Or Object.
Assim como se costuma referenciar pessoas desconhecidas como fulano, beltrano, mengano, perengano, perencejo, sicrano (ou cicrano) ou zutano, na informática também existe uma família de palavras como foo, bar, foobar ou baz.